# Aleš Kožar
Aleš Kožar slovenski nogometaš, * 11. oktober 1995, Ljubljana. 

## Življenjepis
Aleš Kožar je desni bočni branilec, ki od avgusta 2016 igra za Livar v slovenski tretji ligi center. 1.marca 2015 je dobil tudi vabilo selektorja Primoža Glihe v slovensko reprezentanco do 21 let, toda ni zaigral zanjo.Doslej je zbral  8 nastopov v 1.SNL.
Glej tudi Tomaž Kožar.